# جرج ویکرز
جرج ویکرز (به انگلیسی: George Vickers) سناتور سابق عضو حزب دموکرات ایالات متحده آمریکا بود. وی در سال ۱۸۶۸ تا ۱۸۷۳ میلادی سناتور ایالت مریلند در سنای ایالات متحده آمریکا بود.